# Världscupen i alpin skidåkning 2010/2011
Den 45:e upplagan av världscupen i alpin skidåkning inleddes den 23 oktober 2010 i Sölden, Österrike, och avslutades den 20 mars 2011, i Lenzerheide, Schweiz.
Herrarnas första tävling för säsongen i Sölden blev inställd på grund av väderhinder. Andra åket kunde inte genomföras då tät dimma bredde ut sig över banan, hela tävlingen ställdes in med andra ord. Det har varit en hel del inställda tävlingar under säsongen, framförallt för damerna.
Då världscupen avslutades under ett ojämnt årtal, sammanföll världscupen med världsmästerskapen, som hölls den 8-20 februari 2011 i Garmisch-Partenkirchen, Tyskland.
Den totala världscupen vanns på damsidan av tyskan Maria Riesch. Men det blev aldrig någon riktig avslutning då man inte kunde genomföra storslalomtävlingen i Lenzerheide på grund av milt väder och regn, och eftersom Riesch låg tre poäng före amerikanskan Lindsey Vonn, vann hon totalen med tre poäng före tvåan Vonn och 589 poäng före trean Tina Maze, Slovenien.
På herrsidan vann Ivica Kostelic, Kroatien den totala världscupen överlägset med 400 poäng före tvåan Didier Cuche och 563 poäng före trean Carlo Janka.

## Tävlingskalender

### Beskrivning
| SL | Störtlopp        |
| SG | Super-G          |
| SS | Storslalom       |
| S  | Slalom           |
| P  | Parallellslalom  |
| SK | Superkombination |
| K  | Kombination      |
| LT | Lagtävling       |

### Herrar
| Datum              | Plats                    | Disciplin                                  | Etta                                       | Tvåa                                       | Trea                                       | Detaljer               |
| 24 oktober 2010    | Sölden, Österrike        | SS                                         | TÄVLINGEN INSTÄLLD (1)                     | TÄVLINGEN INSTÄLLD (1)                     | TÄVLINGEN INSTÄLLD (1)                     | TÄVLINGEN INSTÄLLD (1) |
| 14 november 2010   | Levi, Finland            | S                                          | Jean-Baptiste Grange                       | André Myhrer                               | Ivica Kostelić                             |                        |
| 27 november 2010   | Lake Louise, Kanada      | SL                                         | Michael Walchhofer                         | Mario Scheiber Aksel Lund Svindal          | -                                          |                        |
| 28 november 2010   | Lake Louise, Kanada      | SG                                         | Tobias Grünenfelder                        | Carlo Janka                                | Romed Baumann                              |                        |
| 3 december 2010    | Beaver Creek, USA        | SL                                         | TÄVLINGEN INSTÄLLD (2)                     | TÄVLINGEN INSTÄLLD (2)                     | TÄVLINGEN INSTÄLLD (2)                     | TÄVLINGEN INSTÄLLD (2) |
| 4 december 2010    | Beaver Creek, USA        | SG                                         | Georg Streitberger                         | Adrien Théaux                              | Didier Cuche                               |                        |
| 5 december 2010    | Beaver Creek, USA        | SS                                         | Ted Ligety                                 | Kjetil Jansrud                             | Marcel Hirscher                            |                        |
| 11 december 2010   | Val d'Isère, Frankrike   | SS                                         | Ted Ligety                                 | Aksel Lund Svindal                         | Massimiliano Blardone                      |                        |
| 12 december 2010   | Val d'Isère, Frankrike   | S                                          | Marcel Hirscher                            | Benjamin Raich                             | Steve Missillier                           |                        |
| 17 december 2010   | Val Gardena, Italien     | SG                                         | Michael Walchhofer                         | Stephan Keppler                            | Erik Guay                                  |                        |
| 18 december 2010   | Val Gardena, Italien     | SL                                         | Silvan Zurbriggen                          | Romed Baumann                              | Didier Cuche                               |                        |
| 19 december 2010   | Alta Badia, Italien      | SS                                         | Ted Ligety                                 | Cyprien Richard                            | Thomas Fanara                              |                        |
| 29 december 2010   | Bormio, Italien          | SL                                         | Michael Walchhofer                         | Silvan Zurbriggen                          | Christof Innerhofer                        |                        |
| 2 januari 2011     | München, Tyskland        | P                                          | Ivica Kostelić                             | Julien Lizeroux                            | Bode Miller                                |                        |
| 6 januari 2011     | Zagreb, Kroatien         | S                                          | André Myhrer                               | Ivica Kostelic                             | Mattias Hargin                             |                        |
| 8 januari 2011     | Adelboden, Schweiz       | SS                                         | Cyprien Richard Aksel Lund Svindal         |                                            | Thomas Fanara                              |                        |
| 9 januari 2011     | Adelboden, Schweiz       | S                                          | Ivica Kostelic                             | Marcel Hirscher                            | Reinfried Herbst                           |                        |
| 14 januari 2011    | Wengen, Schweiz          | SK                                         | Ivica Kostelic                             | Carlo Janka                                | Aksel Lund Svindal                         |                        |
| 15 januari 2011    | Wengen, Schweiz          | SL                                         | Klaus Kröll                                | Didier Cuche                               | Carlo Janka                                |                        |
| 16 januari 2011    | Wengen, Schweiz          | S                                          | Ivica Kostelic                             | Marcel Hirscher                            | Jean-Baptiste Grange                       |                        |
| 21 januari 2011    | Kitzbühel, Österrike     | SG                                         | Ivica Kostelic                             | Georg Streitberger                         | Aksel Lund Svindal                         |                        |
| 22 januari 2011    | Kitzbühel, Österrike     | SL                                         | Didier Cuche                               | Bode Miller                                | Adrien Theaux                              |                        |
| 23 januari 2011    | Kitzbühel, Österrike     | S                                          | Jean-Baptiste Grange                       | Ivica Kostelic                             | Giuliano Razzoli                           |                        |
| 23 januari 2011    | Kitzbühel, Österrike     | K                                          | Ivica Kostelic                             | Silvan Zurbriggen                          | Romed Baumann                              |                        |
| 25 januari 2011    | Schladming, Österrike    | S                                          | Jean-Baptiste Grange                       | André Myhrer                               | Mattias Hargin                             |                        |
| 29 januari 2011    | Chamonix, Frankrike      | SL                                         | Didier Cuche                               | Dominik Paris                              | Klaus Kröll                                |                        |
| 30 januari 2011    | Chamonix, Frankrike      | SK                                         | Ivica Kostelic                             | Natko Zrncic-Dim                           | Aksel Lund Svindal                         |                        |
| 5 februari 2011    | Hinterstoder, Österrike  | SG                                         | Hannes Reichelt                            | Benjamin Raich                             | Bode Miller                                |                        |
| 6 februari 2011    | Hinterstoder, Österrike  | SS                                         | Philipp Schörghofer                        | Kjetil Jansrud                             | Carlo Janka                                |                        |
| 8–20 februari 2011 | Garmisch, Tyskland       | Världsmästerskapen i alpin skidåkning 2011 | Världsmästerskapen i alpin skidåkning 2011 | Världsmästerskapen i alpin skidåkning 2011 | Världsmästerskapen i alpin skidåkning 2011 |                        |
| 26 februari 2011   | Bansko, Bulgarien        | SK                                         | Christof Innerhofer                        | Felix Neureuther                           | Thomas Mermillod Blondin                   |                        |
| 27 februari 2011   | Bansko, Bulgarien        | S                                          | Mario Matt                                 | Reinfried Herbst                           | Jean-Baptiste Grange                       |                        |
| 5 mars 2011        | Kranjska Gora, Slovenien | SS                                         | Carlo Janka                                | Alexis Pinturault                          | Ted Ligety                                 |                        |
| 6 mars 2011        | Kranjska Gora, Slovenien | S                                          | Felix Neureuther                           | Axel Bäck Nolan Kasper                     | -                                          |                        |
| 12 mars 2011       | Kvitfjell, Norge         | SL                                         | Michael Walchhofer                         | Klaus Kröll                                | Beat Feuz                                  |                        |
| 13 mars 2011       | Kvitfjell, Norge         | SG                                         | Didier Cuche                               | Klaus Kröll                                | Joachim Puchner                            |                        |
| 16 mars 2011       | Lenzerheide, Schweiz     | SL                                         | Adrien Theaux                              | Joachim Puchner                            | Aksel Lund Svindal                         |                        |
| 17 mars 2011       | Lenzerheide, Schweiz     | SG                                         | TÄVLINGEN INSTÄLLD (3)                     | TÄVLINGEN INSTÄLLD (3)                     | TÄVLINGEN INSTÄLLD (3)                     | TÄVLINGEN INSTÄLLD (3) |
| 18 mars 2011       | Lenzerheide, Schweiz     | SS                                         | TÄVLINGEN INSTÄLLD (4)                     | TÄVLINGEN INSTÄLLD (4)                     | TÄVLINGEN INSTÄLLD (4)                     | TÄVLINGEN INSTÄLLD (4) |
| 19 mars 2011       | Lenzerheide, Schweiz     | S                                          | Giuliano Razzoli                           | Mario Matt                                 | Felix Neureuther                           |                        |

(1) = Herrarnas storslalomtävling den 24 oktober blev inställd på grund av dimma som gjorde sikten minimal. Andra åket kunde ej genomföras.

(2) = Herrarnas tävling den 3 december blev inställt på grund av mycket kraftiga vindar i Beaver Creek.

(3) = Herrarnas Super-G som skulle köras den 17 mars blev inställt på grund av mildväder med regn.

(4) = Herrarnas storslalom som skulle köras den 18 mars är inställt på grund av fortsatt mycket milt väder.

### Damer
| Datum              | Plats                     | Disciplin                                  | Etta                                                       | Tvåa                                                       | Trea                                                       | Detaljer                                                   |
| 23 oktober 2010    | Sölden, Österrike         | SS                                         | Viktoria Rebensburg                                        | Kathrin Hölzl                                              | Manuela Moelgg                                             |                                                            |
| 13 november 2010   | Levi, Finland             | S                                          | Marlies Schild                                             | Maria Riesch                                               | Tanja Poutiainen                                           |                                                            |
| 27 november 2010   | Aspen, USA                | SS                                         | Tessa Worley                                               | Viktoria Rebensburg                                        | Kathrin Hoelzl                                             |                                                            |
| 28 november 2010   | Aspen, USA                | S                                          | Maria Pietilä Holmner                                      | Maria Riesch                                               | Tanja Poutiainen                                           |                                                            |
| 3 december 2010    | Lake Louise, Kanada       | SL                                         | Maria Riesch                                               | Lindsey Vonn                                               | Elisabeth Görgl                                            |                                                            |
| 4 december 2010    | Lake Louise, Kanada       | SL                                         | Maria Riesch                                               | Lindsey Vonn                                               | Dominique Gisin                                            |                                                            |
| 5 december 2010    | Lake Louise, Kanada       | SG                                         | Lindsey Vonn                                               | Maria Riesch                                               | Julia Mancuso                                              |                                                            |
| 11 december 2010   | Sankt Moritz, Schweiz     | SG                                         | TÄVLINGEN FRAMFLYTTAD till 17 december (5)                 | TÄVLINGEN FRAMFLYTTAD till 17 december (5)                 | TÄVLINGEN FRAMFLYTTAD till 17 december (5)                 | TÄVLINGEN FRAMFLYTTAD till 17 december (5)                 |
| 12 december 2010   | Sankt Moritz, Schweiz     | SS                                         | Tessa Worley                                               | Tanja Poutiainen                                           | Tina Maze                                                  |                                                            |
| 17 december 2010   | Val d'Isère, Frankrike    | SG                                         | Från 11 dec TÄVLINGEN FRAMFLYTTAD till 21 januari 2011 (6) | Från 11 dec TÄVLINGEN FRAMFLYTTAD till 21 januari 2011 (6) | Från 11 dec TÄVLINGEN FRAMFLYTTAD till 21 januari 2011 (6) | Från 11 dec TÄVLINGEN FRAMFLYTTAD till 21 januari 2011 (6) |
| 18 december 2010   | Val d'Isère, Frankrike    | SL                                         | Lindsey Vonn                                               | Nadja Kamer                                                | Lara Gut                                                   |                                                            |
| 19 december 2010   | Val d'Isère, Frankrike    | SK                                         | Lindsey Vonn                                               | Elisabeth Görgl                                            | Nicole Hosp                                                |                                                            |
| 21 december 2010   | Courchevel, Frankrike     | S                                          | Marlies Schild                                             | Tanja Poutiainen                                           | Tina Maze                                                  |                                                            |
| 28 december 2010   | Semmering, Österrike      | SS                                         | Tessa Worley                                               | Maria Riesch                                               | Kathrin Hölzl                                              |                                                            |
| 29 december 2010   | Semmering, Österrike      | S                                          | Marlies Schild                                             | Maria Riesch                                               | Christina Geiger                                           |                                                            |
| 2 januari 2011     | München, Tyskland         | P                                          | Maria Pietilä Holmner                                      | Tina Maze                                                  | Elisabeth Görgl                                            |                                                            |
| 4 januari 2011     | Zagreb, Kroatien          | S                                          | Marlies Schild                                             | Maria Riesch                                               | Manuela Moelgg                                             |                                                            |
| 8 januari 2011     | Zauchensee, Österrike     | SL                                         | Lindsey Vonn                                               | Anja Pärson                                                | Anna Fenninger                                             |                                                            |
| 9 januari 2011     | Zauchensee, Österrike     | SG                                         | Lara Gut                                                   | Lindsey Vonn                                               | Dominique Gisin                                            |                                                            |
| 11 januari 2011    | Flachau, Österrike        | SL                                         | Tanja Poutiainen Maria Riesch                              |                                                            | Nastasia Noens                                             |                                                            |
| 15 januari 2011    | Maribor, Slovenien        | SS                                         | TÄVLINGEN INSTÄLLD (7)                                     | TÄVLINGEN INSTÄLLD (7)                                     | TÄVLINGEN INSTÄLLD (7)                                     | TÄVLINGEN INSTÄLLD (7)                                     |
| 16 januari 2011    | Maribor, Slovenien        | S                                          | TÄVLINGEN INSTÄLLD (8)                                     | TÄVLINGEN INSTÄLLD (8)                                     | TÄVLINGEN INSTÄLLD (8)                                     | TÄVLINGEN INSTÄLLD (8)                                     |
| 21 januari 2011    | Cortina, Italien          | SG                                         | Lindsey Vonn                                               | Anja Pärson                                                | Anna Fenninger                                             | Framflyttad från den 11 och 17 december 2010               |
| 22 januari 2011    | Cortina, Italien          | SL                                         | Maria Riesch                                               | Julia Mancuso                                              | Lindsey Vonn                                               |                                                            |
| 23 januari 2011    | Cortina, Italien          | SG                                         | Lindsey Vonn                                               | Maria Riesch                                               | Lara Gut                                                   |                                                            |
| 29 januari 2011    | Sestriere, Italien        | SL                                         | TÄVLINGEN INSTÄLLD (9) körs 30 januari                     | TÄVLINGEN INSTÄLLD (9) körs 30 januari                     | TÄVLINGEN INSTÄLLD (9) körs 30 januari                     | TÄVLINGEN INSTÄLLD (9) körs 30 januari                     |
| 30 januari 2011    | Sestriere, Italien        | SL                                         | TÄVLINGEN INSTÄLLD (10) Framflyttad från 29 januari        | TÄVLINGEN INSTÄLLD (10) Framflyttad från 29 januari        | TÄVLINGEN INSTÄLLD (10) Framflyttad från 29 januari        | TÄVLINGEN INSTÄLLD (10) Framflyttad från 29 januari        |
| 4 februari 2011    | Zwiesel, Tyskland         | S                                          | Marlies Schild                                             | Veronika Zuzulova                                          | Tanja Poutiainen                                           |                                                            |
| 5 februari 2011    | Zwiesel, Tyskland         | SS                                         | TÄVLINGEN INSTÄLLD (11) körs 6 februari                    | TÄVLINGEN INSTÄLLD (11) körs 6 februari                    | TÄVLINGEN INSTÄLLD (11) körs 6 februari                    | TÄVLINGEN INSTÄLLD (11) körs 6 februari                    |
| 6 februari 2011    | Zwiesel, Tyskland         | SS                                         | Viktoria Rebensburg                                        | Federica Brignone                                          | Kathrin Zettel                                             | Framflyttad från den 5 februari                            |
| 8–20 februari 2011 | Garmisch, Tyskland        | Världsmästerskapen i alpin skidåkning 2011 | Världsmästerskapen i alpin skidåkning 2011                 | Världsmästerskapen i alpin skidåkning 2011                 | Världsmästerskapen i alpin skidåkning 2011                 |                                                            |
| 25 februari 2011   | Åre, Sverige              | SK                                         | Maria Riesch                                               | Tina Maze                                                  | Elisabeth Görgl                                            |                                                            |
| 26 februari 2011   | Åre, Sverige              | S                                          | Lindsey Vonn                                               | Tina Maze                                                  | Maria Riesch                                               |                                                            |
| 27 februari 2011   | Åre, Sverige              | SG                                         | Maria Riesch                                               | Lindsey Vonn                                               | Julia Mancuso                                              |                                                            |
| 4 mars 2011        | Tarvisio, Italien         | SK                                         | Tina Maze                                                  | Lindsey Vonn                                               | Maria Riesch                                               |                                                            |
| 5 mars 2011        | Tarvisio, Italien         | SL                                         | Anja Pärson                                                | Lindsey Vonn                                               | Elisabeth Görgl                                            |                                                            |
| 6 mars 2011        | Tarvisio, Italien         | SG                                         | Lindsey Vonn                                               | Julia Mancuso                                              | Maria Riesch                                               |                                                            |
| 11 mars 2011       | Špindlerův Mlýn, Tjeckien | SS                                         | Viktoria Rebensburg                                        | Denise Karbon                                              | Lindsey Vonn                                               |                                                            |
| 12 mars 2011       | Špindlerův Mlýn, Tjeckien | S                                          | Marlies Schild                                             | Kathrin Zettel                                             | Tina Maze                                                  |                                                            |
| 16 mars 2011       | Lenzerheide, Schweiz      | SL                                         | Julia Mancuso                                              | Lara Gut                                                   | Elisabeth Görgl                                            |                                                            |
| 17 mars 2011       | Lenzerheide, Schweiz      | SG                                         | TÄVLINGEN INSTÄLLD (12)                                    | TÄVLINGEN INSTÄLLD (12)                                    | TÄVLINGEN INSTÄLLD (12)                                    | TÄVLINGEN INSTÄLLD (12)                                    |
| 18 mars 2011       | Lenzerheide, Schweiz      | S                                          | Tina Maze                                                  | Marlies Schild                                             | Veronika Zuzulova                                          |                                                            |
| 19 mars 2011       | Lenzerheide, Schweiz      | SS                                         | TÄVLINGEN INSTÄLLD (13)                                    | TÄVLINGEN INSTÄLLD (13)                                    | TÄVLINGEN INSTÄLLD (13)                                    | TÄVLINGEN INSTÄLLD (13)                                    |

### Lagtävling
| Datum        | Plats                | Disciplin | Etta     | Tvåa    | Trea    | Detaljer |
| 20 mars 2011 | Lenzerheide, Schweiz | LT        | Tyskland | Italien | Schweiz |          |

(5) = Damernas super-G-tävling den 11 december blev framflyttat på grund av mycket kraftig vind som gjorde det farligt för de tävlande att genomföra tävlingen. Tävlingen ska köras den 17 december i Val d'Isère.

(6) = Damernas super-G-tävling från den 11 december, som blev framflyttad till den 17 december, blev även den inställd på grund av mycket stora snömängder på kort tid i Val d'Isère. 

(7) = Damernas storslalom i Maribor den 15 januari 2011 blev inställt. 25 åkare hann köra men därefter kom beslutet att hela tävlingen skulle ställas in på grund av mildväder så backen blev farlig att åka i.

(8) = Även slalomtävlingen i Maribor blev inställt på grund av att backen var okörbar då mildluften dominerade.

(9) = Damernas störtlopp den 29 januari blev inställd på grund av dålig sikt.

(10) = Damernas störtlopp som flyttades fram till den 30 januari blev även det inställt på grund av dimma och nedsatt sikt i Sestriere.

(11) = Damernas storslalom i Zwiesel den 5 februari blev inställt på grund av mycket hårda vindar. Tävlingen flyttades fram en dag.

(12) = Damernas Super-G som skulle köras den 17 mars blev inställt på grund av mildväder med regn.

(13) = Damernas sista individuella tävling som skulle köras den 19 mars blev inställt på grund av ytterligare en dag med mildväder.

## Slutställning: Herrar
| Pl. | Namn                | Poäng |
| --- | ------------------- | ----- |
| 1.  | Ivica Kostelic      | 1356  |
| 2.  | Didier Cuche        | 956   |
| 3.  | Carlo Janka         | 793   |
| 4.  | Aksel Lund Svindal  | 789   |
| 5.  | Michael Walchhofer  | 727   |
| 6.  | Silvan Zurbriggen   | 723   |
| 7.  | Romed Baumann       | 703   |
| 8.  | Christof Innerhofer | 644   |
| 9.  | Ted Ligety          | 588   |
| 10. | Klaus Kröll         | 579   |

| Pl. | Namn                | Poäng |
| --- | ------------------- | ----- |
| 1.  | Didier Cuche        | 510   |
| 2.  | Michael Walchhofer  | 498   |
| 3.  | Klaus Kröll         | 411   |
| 4.  | Silvan Zurbriggen   | 305   |
| 5.  | Romed Baumann       | 269   |
| 6.  | Adrien Theaux       | 265   |
| 7.  | Beat Feuz           | 254   |
| 8.  | Christof Innerhofer | 242   |
| 9.  | Carlo Janka         | 226   |
| 10. | Aksel Lund Svindal  | 220   |

| Pl. | Namn                 | Poäng |
| --- | -------------------- | ----- |
| 1.  | Didier Cuche         | 291   |
| 2.  | Georg Streitberger   | 227   |
| 3.  | Ivica Kostelic       | 223   |
| 4.  | Michael Walchhofer   | 214   |
| 5.  | Hannes Reichelt      | 207   |
| 6.  | Carlo Janka          | 205   |
| 7.  | Romed Baumann        | 197   |
| 8.  | Benjamin Raich       | 184   |
| 9.  | Christof Innerhofer  | 183   |
| 10. | Adrien Theaux        | 175   |
| 10. | Tobias Gruenenfelder | 175   |

| Pl. | Namn                  | Poäng |
| --- | --------------------- | ----- |
| 1.  | Ted Ligety            | 383   |
| 2.  | Aksel Lund Svindal    | 306   |
| 3.  | Cyprien Richard       | 303   |
| 4.  | Kjetil Jansrud        | 240   |
| 5.  | Carlo Janka           | 235   |
| 6.  | Thomas Fanara         | 233   |
| 7.  | Philipp Schörghofer   | 173   |
| 8.  | Massimiliano Blardone | 151   |
| 9.  | Didier Cuche          | 140   |
| 10. | Marcel Hirscher       | 128   |

| Pl. | Namn                 | Poäng |
| --- | -------------------- | ----- |
| 1.  | Ivica Kostelic       | 478   |
| 2.  | Jean-Baptiste Grange | 442   |
| 3.  | André Myhrer         | 423   |
| 4.  | Mario Matt           | 407   |
| 5.  | Marcel Hirscher      | 326   |
| 6.  | Manfred Moelgg       | 298   |
| 7.  | Mattias Hargin       | 265   |
| 8.  | Felix Neureuther     | 258   |
| 9.  | Giuliano Razzoli     | 248   |
| 10. | Reinfried Herbst     | 246   |
| 10. | Cristian Deville     | 246   |

| Pl. | Namn                | Poäng |
| --- | ------------------- | ----- |
| 1.  | Ivica Kostelic      | 345   |
| 2.  | Christof Innerhofer | 219   |
| 3.  | Kjetil Jansrud      | 145   |
| 4.  | Silvan Zurbriggen   | 143   |
| 5.  | Aksel Lund Svindal  | 120   |
| 6.  | Carlo Janka         | 112   |
| 7.  | Ondřej Bank         | 106   |
| 7.  | Romed Baumann       | 106   |
| 9.  | Peter Fill          | 96    |
| 9.  | Natko Zrncic-Dim    | 96    |

## Slutställning: Damer
| Pl. | Namn                | Poäng |
| --- | ------------------- | ----- |
| 1.  | Maria Riesch        | 1728  |
| 2.  | Lindsey Vonn        | 1725  |
| 3.  | Tina Maze           | 1139  |
| 4.  | Elisabeth Görgl     | 992   |
| 5.  | Julia Mancuso       | 976   |
| 6.  | Marlies Schild      | 756   |
| 7.  | Tanja Poutiainen    | 751   |
| 8.  | Viktoria Rebensburg | 656   |
| 8.  | Anja Pärson         | 656   |
| 10. | Lara Gut            | 589   |

| Pl. | Namn               | Poäng |
| --- | ------------------ | ----- |
| 1.  | Lindsey Vonn       | 650   |
| 2.  | Maria Riesch       | 457   |
| 3.  | Julia Mancuso      | 367   |
| 4.  | Elisabeth Görgl    | 333   |
| 5.  | Anja Pärson        | 295   |
| 6.  | Anna Fenninger     | 268   |
| 7.  | Lara Gut           | 263   |
| 8.  | Tina Maze          | 261   |
| 9.  | Dominique Gisin    | 180   |
| 10. | Daniela Merighetti | 179   |

| Pl. | Namn                | Poäng |
| --- | ------------------- | ----- |
| 1.  | Lindsey Vonn        | 560   |
| 2.  | Maria Riesch        | 389   |
| 3.  | Julia Mancuso       | 315   |
| 4.  | Lara Gut            | 272   |
| 5.  | Anja Pärson         | 182   |
| 6.  | Dominique Gisin     | 177   |
| 7.  | Anna Fenninger      | 142   |
| 8.  | Nicole Hosp         | 141   |
| 9.  | Elisabeth Görgl     | 137   |
| 10. | Viktoria Rebensburg | 128   |

| Pl. | Namn                | Poäng |
| --- | ------------------- | ----- |
| 1.  | Viktoria Rebensburg | 435   |
| 2.  | Tessa Worley        | 358   |
| 3.  | Tanja Poutiainen    | 240   |
| 4.  | Elisabeth Görgl     | 236   |
| 4.  | Federica Brignone   | 212   |
| 6.  | Tina Maze           | 208   |
| 7.  | Kathrin Hölzl       | 200   |
| 8.  | Maria Riesch        | 192   |
| 9.  | Julia Mancuso       | 181   |
| 10. | Kathrin Zettel      | 172   |

| Pl. | Namn                  | Poäng |
| --- | --------------------- | ----- |
| 1.  | Marlies Schild        | 680   |
| 2.  | Tanja Poutiainen      | 511   |
| 3.  | Maria Riesch          | 470   |
| 4.  | Maria Pietilä Holmner | 382   |
| 5.  | Veronika Zuzulová     | 362   |
| 6.  | Kathrin Zettel        | 327   |
| 7.  | Tina Maze             | 295   |
| 8.  | Nastasia Noens        | 277   |
| 9.  | Manuela Moelgg        | 182   |
| 10. | Sarka Zahrobska       | 178   |

| Pl. | Namn                 | Poäng |
| --- | -------------------- | ----- |
| 1.  | Lindsey Vonn         | 220   |
| 2.  | Tina Maze            | 212   |
| 3.  | Maria Riesch         | 205   |
| 4.  | Elisabeth Görgl      | 185   |
| 5.  | Nicole Hosp          | 112   |
| 6.  | Michaela Kirchgasser | 100   |
| 6.  | Anja Pärson          | 100   |
| 8.  | Julia Mancuso        | 88    |
| 9.  | Anna Fenninger       | 81    |
| 10. | Johanna Schnarf      | 75    |